# Baskervilla
Baskervilla é um género botânico pertencente à família das orquídeas (Orchidaceae).

## Histórico
O gênero Baskervilla foi proposto por John Lindley em The Genera and Species of Orchidaceous Plants, 505, em 1840, seu nome é uma homenagem a Thomas Baskerville, botânico inglês. A espécie tipo é a Baskervilla assurgens Lindley.

## Dispersão
Cerca de dez espécies terrestres compõem este gênero. Ocorrem em três áreas distintas isoladas, Sul da América Central, Norte e Leste dos Andes e estados do sudeste brasileiro, onde existe apenas uma espécie, a Baskervilla paranaensis, a qual prefere os pontos menos sombrios das matas secundárias, bosques ralos ou clareiras, nas quais aparece sobre detritos vegetais.

## Descrição
O gênero apresenta folhas pecioladas basilares, e longa inflorescência apical com muitas flores pequenas parecidas com as de Ponthieva, mas que possuem dois apêndices petaliformes na base interna do labelo. Este é livre, mas tombado sobre a coluna, no disco ornado de estreitas lâminas eretas ou papilas. As pétalas são levemente concrescidas à base da coluna e então livres.

## Espécies
1. Baskervilla assurgens Lindl., Gen. Sp. Orchid. Pl.: 505 (1840).
2. Baskervilla auriculata Garay, Opera Bot., B 9(225:1): 208 (1978).
3. Baskervilla boliviana T.Hashim., Bull. Natl. Sci. Mus. Tokyo, B 18: 31 (1992).
4. Baskervilla colombiana Garay, Svensk Bot. Tidskr. 47: 196 (1953).
5. Baskervilla leptantha Dressler, Orquídea (Mexico City), n.s., 13: 266 (1993).
6. Baskervilla machupicchuensis Nauray & Christenson, Icon. Orchid. Peruv.: t. 606 (2001).
7. Baskervilla paranaensis (Kraenzl.) Schltr., Repert. Spec. Nov. Regni Veg. 16: 320 (1920).
8. Baskervilla pastasae Garay, Opera Bot., B 9(225:1): 210 (1978).
9. Baskervilla stenopetala Dressler, Bol. Inst. Bot. (Guadalajara) 5: 70 (1998).
10. Baskervilla venezuelana Garay & Dunst., Venez. Orchids Ill. 6: 52 (1976).